# Slag bij Sayler's Creek
De Slag bij Sayler's Creek (ook gekend als Sailor's Creek, Hillsman Farm, of Lockett Farm) vond plaats op 6 april 1865 ten zuidwesten van Petersburg, Virginia. Het maakt deel uit van de Appomattox-veldtocht tijdens de Amerikaanse Burgeroorlog.
Nadat luitenant generaal Ulysses S. Grant de Zuidelijke verdedigingswerken van Petersburg doorbroken had, besloot Robert E. Lee zijn Army of Northern Virginia terug te trekken. Lee hoopte aansluiting te vinden bij het leger van Joseph E. Johnston in North Carolina.
Op 6 april 1865 werd bij Sayler's Creek een vierde van Lees leger afgesneden van de hoofdmacht door de cavalerie van Philip H. Sheridan en elementen van het II en VI korps.
Twee Zuidelijke divisies vochten tegen de korpsen langs de Sayler's Creek. De Zuidelijken vielen aan, maar werden terug geslagen. De Noordelijke cavalerie behaalde de overwinning door de Zuidelijke rechterflank op te rollen. De Zuidelijken gaven zich over waaronder verschillende generaals zoals Richard S. Ewell, Seth M. Barton, James P. Simms, Joseph B. Kershaw, George Washington Custis Lee (Robert E. Lees zoon), Dudley M. Du Bose, Eppa Hunton, en Montgomery D. Corse. Ook John Randolph Tucker en zijn 300 tot 400 mariniers werden gevangengenomen. Verder weg werd de eenheid van John Brown Gordon terug geslagen door het II korps. Sayler's Creek wordt beschouwd als de doodsteek van Lees leger.

## Bron
- National Park Service - Sayler's Creek